# Union Suspecte
Union Suspecte was een theatergezelschap uit Gent tussen 2003 en 2012. Het werd befaamd met de familietrilogie De Leeuw van Vlaanderen (2003), Onze-Lieve-Vrouw van Vlaanderen (2005) en Broeders van Liefde (2008), waarmee ze ook internationaal op tournee gingen.

## Historiek
Het gezelschap is ontstaan uit Nit Nithei Garabam vzw die in 1994 werd opgericht door Chokri Ben Chikha, Zouzou Ben Chikha en de Senegalese danser en choreograaf Omar Camara. In 2003 startten de broers Chikha het gezelschap Union Suspecte met dramaturge Femke Vandenbosch. Latere leden waren Ruud Gielens, Mourade Zeguendi en Haider Al Timini.
De familietrilogie vertrekt vanuit het vervormde en uitvergrote autobiografisch materiaal van de familie Ben Chikha. Het eerste luik De Leeuw van Vlaanderen  bracht de mank gelopen relatie tussen een in Vlaanderen opgegroeide zoon en zijn Tunesische vader op de planken. Onze-Lieve-Vrouw van Vlaanderen behandelt de moederfiguur. Fatima en Maria volgden beiden hun man naar Blankenberge waar zij elkaar leren kennen via ‘hun’ uitverkoren zoon, Chokri. Fatima, de biologische moeder, is haar man Habib vanuit Tunesië gevolgd in het kader van gezinsherenigingspolitiek. Maria, de praktische moeder, is een overlevende van de Holocaust en volgde een Belgische soldaat naar de kuststad. De soldaat is al lang met de noorderzon verdwenen, Habib is net gestorven. De vrouwen blijven achter: Maria, getraumatiseerd en kinderloos, ontfermt zich over Chokri, een van de zoons van Fatima. Er ontstaat een stil gevecht tussen de twee moeders. Het laatste deel van het drieluik, Broeders van Liefde, bracht de relatie tussen de broers ten tonele. 
In 2008 verliet Chokri Ben Chikha het gezelschap en in 2012 ontbond het gezelschap officieel.

## Producties
- 2002-2003: VIVeALDI
- 2003-2004: VIVeALDI! (2)
- 2003-2004: De Leeuw van Vlaanderen (coproductie met BRONKS)
- 2004-2005: L'hafa
- 2004-2005: Loopse momenten
- 2004-2005: Onze-Lieve-Vrouw van Vlaanderen[2]
- 2004-2005: Utopeace/Burden of beauty
- 2005-2006: Utopeace
- 2005-2006: Club Ah!med
- 2005-2006: Cutcultuur?
- 2005-2006: We people[3]
- 2006-2007: Coupe d'état
- 2006-2007: Singhet ende weset vro
- 2007-2008: BVBA Borderline
- 2007-2008: Broeders van Liefde (coproductie met HETPALEIS en Compagnie Cecilia)
- 2008-2009: Flor de caña
- 2009-2010: 25 minutes to go
- 2009-2010: Plankenkoorts
- 2009-2010: Carnaval of Guilt
- 2009-2010: Mou & Titus
- 2010-2011: Tombe
- 2010-2011: Loo(:)ozer[4]
- 2010-2011: Haven 010
- 2011-2012: Lessons in Revolting
- 2011-2012: Kruistucht
- 2011-2012: Guantanamouk
- 2012-2013: Ich bin wie du